# Зоряний шлях
«Зоряний шлях» або «Стар Трек» (англ. Star Trek) — науково-фантастична франшиза у стилі космічної опери, яка охоплює телесеріали, художні фільми, численні романи та відеоігри. Заснований Джином Родденберрі в 1966 році «Зоряний шлях» швидко став культурним феноменом, маючи численні впливи на реальність, та сформував субкультуру так званих трекерів.
Події всіх творів франшизи відбуваються в майбутньому, де людство починає активне дослідження і колонізацію галактики Чумацький Шлях. Зустрічаючи численні інші цивілізації, дослідники галактики знаходять нові пригоди і розширюють межі людського пізнання під девізом «Сміливо іти туди, де не ступала нога людини».

## Світ «Зоряного шляху»

### Населення галактики

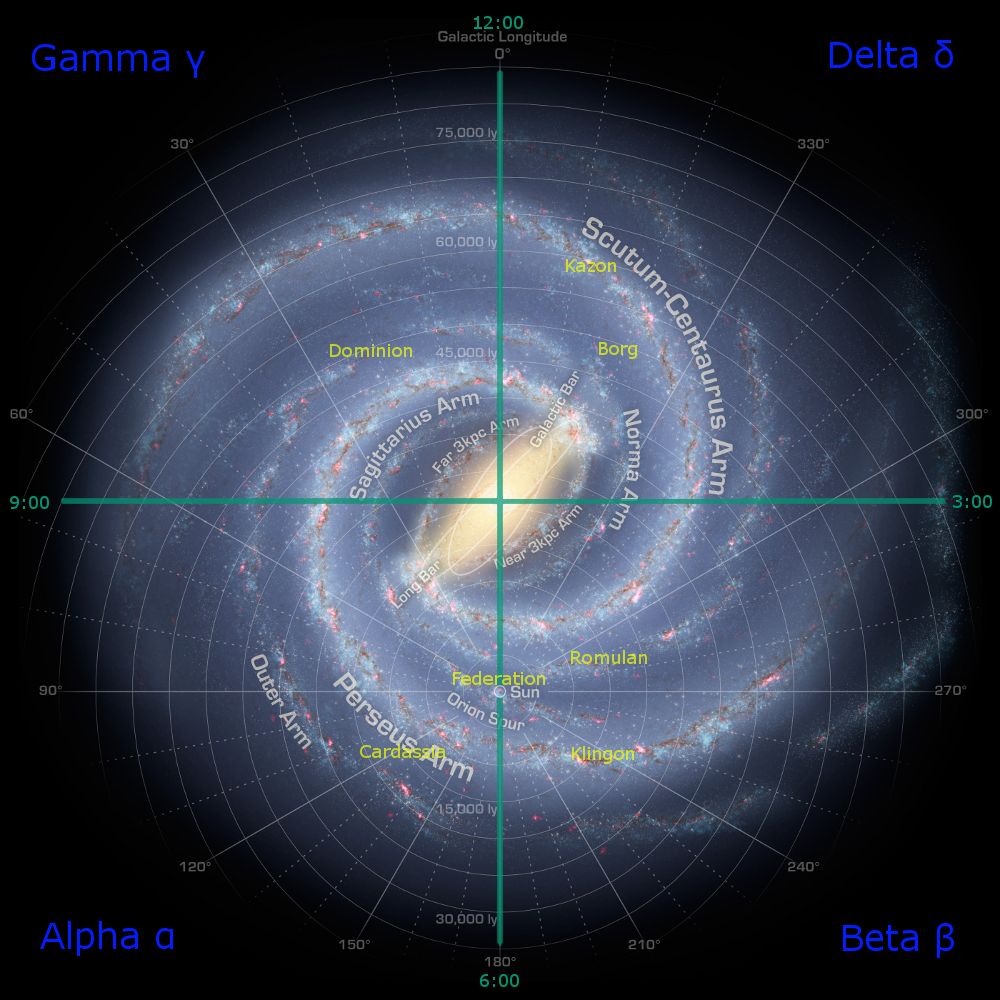
Карта галактики, поділена на квадранти

Події більшості творів за всесвітом «Зоряного шляху» відбуваються в часи існування Об'єднаної Федерації Планет — утопічної держави, яка об'єднує численні цивілізації галактики Чумацький Шлях. Федерація включає численні планети і системи, які населені різноманітними розумними істотами та співіснують на основі спільної користі через мир і взаємний обмін знаннями й ресурсами.
Засновниками Федерації виступили люди Землі, чому передував занепад людства в середині XXI століття. Після Євгенічних війн 1990-х за вдосконалення людської раси і Третьої Світової війни 2026—2053 найбільші міста Землі були зруйновані. Учений Зефрам Кохрейн здійснив зухвалий проєкт побудови і запуску надсвітлового космічного корабля «Фенікс» у 2063 році. Це привернуло увагу вулканців, котрі вийшли на контакт з людьми і взяли їх під протекторат. Вулканці дали людям свої знання, однак гальмували їхній розвиток, мотивуючи це неготовністю людей до володіння технологіями для далеких міжзоряних польотів. Задля протистояння ромуланцям вулканці, люди, андоріанці та телларити 2154 року уклали союз, який з часом розширився до Коаліції планет і 2164 — Федерації.
Федерація планет позиціонує себе як мирна держава, але в галактиці існують такі об'єднання як Клінгонська і Ромуланська імперії, борґи, порівняно примітивні цивілізації, проти яких Федерація має потужний флот. Відомо, що в XXIV столітті Федерація налічує 150 планет-метрополій і близько 1000 планет-автономій. Простягається на понад 8000 світлових років, але покриває невелику частину Чумацького Шляху, тому в галактиці існують численні досі невідомі держави і цивілізації. Територіально галактика поділяється на квадранти — чотири майже рівні частини, де Федерація частково покриває Альфа-квадрант і частину Бета-квадранту. Решта, Гамма-квадрант і Дельта-квадрант, досліджені мало, в них, як і в інших квадрантах, постійно відкриваються нові природні явища, планети, цивілізації та форми життя. Існує так звана Верховна директива, яка забороняє втручатися в природний розвиток інших культур, особливо тих, які ще не вийшли в космос: завдавати шкоди, насаджувати свої погляди або сприяти технологічному розвитку.
Населення Федерації живе за підписаними її учасниками законами, які гарантують рівні права для кожної цивілізації-учасника і окремих її представників, відсутність дискримінації, справедливість і свободу. Хоча люди порівняно молода цивілізація, що вийшла в космос пізніше за інших, вони швидко набирають вплив на галактичній політичній арені.

### Технології
Для досягнення надсвітлових швидкостей використовується технологія викривленого простору (англ. warp), що потребує антиматерії та екзотичної речовини дилітію, яка здатна розділяти матерію і антиматерію, не реагуючи з ними. Люди побудували свій перший двигун викривлення в 2063 році. Існують різні варіації технології викривлення простору, що мають свої межі в досягненні надсвітлових швидкостей, залежно від чого швидкості поділяються на 10 рівнів. Вважається, що максимальною і практично недосяжною, швидкістю є Варп 10 — миттєве досягнення цілі. Зазвичай міжзоряні подорожі займають дні і місяці навіть для польотів між сусідніми системами.
Населення Федерації не знає нестачі в їжі чи предметах першої необхідності завдяки реплікаторам — технології дематеріалізації об'єктів та матеріалізації в іншій формі. Також воно має технології телепортації, які трансофрмують матерію в енергію, пересилають її в кінцеву точку і відтворюють там предмет чи розумну істоту. Медицина набагато перевершує сучасну, проте не всі травми і хвороби можливо вилікувати.
Для розваг, тренувань і наукових симуляцій застосовуються голограми. У світі «Зоряного шляху» вони поєднують власне голограми, реплікатори, силові поля і телепорти для створення реалістичного оточення.

### Хронологія
Існує дві хронології «Зоряного шляху»: оригінальна і альтернативна. Оригінальну складають офіційні твори від 1966 року, альтернативну — фільми Джефрі Джейкоба Абрамса. Впродовж оригінальної хронології нерідко траплялися зміни історії, які порушували звичний хід подій, але їх вдавалося виправити. У фільмі «Зоряний шлях» 2009 року втручанням ромуланців було породжено альтернативний всесвіт, в якому планету Вулкан 2258 року було знищено і через це історія стала розвиватися інакшим чином. Нова реальність існує паралельно до оригінальної і не скасовує її подій.

## Телесеріали
Оригінальний серіал

Команда оригінального серіалу «Star Trek»

Серіал «Зоряний шлях» (англ. Star Trek: The Original Series) демонструвався в США в 1966—1968 роках. Ідея й перші сценарії належать Джину Родденберрі. Пілотний епізод «Клітка» був випущений 27 листопада 1964 року студією Desilu. В ньому оповідалося про пригоди екіпажу капітана Крістофера Пайка у виконанні Джефрі Гантера. Він показувався тільки для обмеженого кола глядачів і став відомий для загалу лише в 1988.
Наступні епізоди зображали експедицію «Ентерпрайз» під командуванням Джеймса Кірка. Під час першої трансляції серіал не користувався великою популярністю, проте з часом, протягом наступних показів, здобув статус культового. Відомий численними нововведеннями для тодішнього кінематографу, такі як інтернаціональна команда головних героїв, та передбаченням багатьох технологій сучасності. «Зоряний шлях» прославив таких акторів як Вільям Шетнер, Леонард Німой і Дефорест Келлі. Після другого сезону серіал вважався неприбутковим і готувався до закриття, але на численні прохання глядачів був продовжений. Попри популярність оригінального серіалу, низка матеріалів, що не ввійшла до показу, була знайдена і опублікована лише в 2016 році. Тривав 3 сезони, що разом мали 80 епізодів по 50 хвилин.
Дія серіалу відбувається в другій половині XXIII століття (2264—2269 роки). Об'єднана Федерація Планет споряджає п'ятирічну експедицію корабля «USS Ентерпрайз NCC-1701» під командуванням капітана Кірка на дослідження галактики, в ході якої екіпажу зустрічаються невідомі явища, нові раси і цивілізації. На відміну від пізніших серіалів, цей не мав наскрізного сюжету чи великих сюжетних арок, кожен епізод оповідав окрему історію.
Мультсеріал
У 1973—1974 роках демонструвався мультиплікаційний серіал «Зоряний шлях» (англ. Star Trek: The Animated Series), в якому всі ролі озвучувалися тими ж акторами, що й в початковому серіалі. Анімація дозволила реалізувати численні спецефекти та істот, що було неможливо зі справжніми акторами. Тривав 2 сезони, 22 епізоди, на відміну від оригінально серіалу по 20 хвилин.
Сюжет оповідає про останній рік експедиції капітана Кірка.
Зоряний шлях. Фаза ІІ
Новий серіал «Зоряний шлях: Фаза II» (англ. Star Trek: Phase II), в якому розповідалося б про наступну п'ятирічну місію корабля «Ентерпрайз» планувався в 1978 році. Були написані сценарії 12 епізодів, створено концепт-арти, але жодного не вийшло на екрани. В 2003 році група фанатів «Зоряного шляху» взялася за зйомки цього серіалу, також відомого як «Зоряний шлях: Нові подорожі» (англ. Star Trek: New Voyages). На 2016 рік вийшло 11 епізодів.
Зоряний шлях. Наступне покоління

Команда «Наступного покоління»

«Зоряний шлях: Наступне покоління» (англ. Star Trek: The Next generation) транслювався в 1987—1994 роках, розвиваючи ідеї оригінального серіалу, але з новими персонажами і в пізнішому часовому відрізку. На роль капітана Пікара було обрано Патріка Стюарта, що стало однією з його найвідоміших ролей. Тривав 7 сезонів, 178 епізодів.
Корабель «Ентерпрайз 1701-Д» нового класу «Галактика» покликаний здійснити найдальшу експедицію в невідомі регіони Чумацького Шляху. Капітаном і керівником нової команди стає здібний офіцер Жан-Люк Пікар. Екіпаж «Ентерпрайза» включає таких незвичайних членів як андроїда Дейту і клінґона Ворфа, напів-бетазоїдку Діану Трой, а також інших позаземних гуманоїдів. Паралельно з дослідженням галактики Пікару доводиться довести могутній расі Q, що люди здобули достатньо мудрості, щоб мати право літати в далекий космос без шкоди для себе й інших цивілізацій.
Глибокий Космос 9

Команда «Вояджера»

Серіал під назвою «Зоряний шлях: Глибокий Космос 9» (англ. Star Trek: Deep Space Nine) демонструвався в 1993—1999 роках. На відміну від інших серіалів, дія відбувається не на зоряному кораблі, а на космічній станції. Тривав 7 сезонів, 173 епізоди.
У 2369—2375 роках біля космічній станції «Глибокий Космос 9» виявляється просторова аномалія — червоточина, що зв'язує щойно звільнену від окупації Кардассіанської Імперії планету Бейджор з Гамма-квадрантом галактики. Відкриття дозволяє здійснювати досі неможливі перельоти і станція набуває винятково важливого значення. Отримати доступ до червоточини намагається держава Домініон з Гамма-квадранту, керована могутніми метаморфами. «Глибокий Космос 9» під командуванням Бенджаміна Сіско опиняється головною опорною точкою військ Федерації та її союзників.
Вояджер
Серіал під назвою «Зоряний Шлях: Вояджер» (англ. Star Trek: Voyager) виходив на телеекрани з 1995 по 2001 рік. Тривав 7 сезонів, 170 епізодів. В Україні також відомий як «Зоряний шлях „Вояджера“».
У 2371 році новий зореліт «Вояджер» Об'єднаної Федерації Планет отримує завдання — знайти корабель терористів, що виступають проти цивілізації кардассіанців і Федерації. За випадковим збігом обставин обидва кораблі потрапляють в просторову аномалію, яка переносить їх у Дельта-квадрант, за десятки тисяч світлових років від Землі. Шлях назад займе майже все життя членів екіпажу і капітан Джейнвей об'єднується з колишніми ворогами, щоб повернутися додому.
Ентерпрайз
Серіал під назвою «Зоряний шлях: Ентерпрайз» (англ. Star Trek: Enterprise) транслювався з 2001-го по 2005 рік. Тривав 4 сезони, 98 епізодів.
Події розгортаються в XXII столітті, коли людство тільки-но починає міжзоряні польоти. Корабель «NX-01 Ентерпрайз» під командуванням капітана Арчера вирушає за межі Сонячної системи досліджувати галактику. Екіпажу належить розширити горизонти людського пізнання, завадити прибульцям з інших планет і часів знищити людство та посприяти утворенню Федерації.
Дискавері
Серіал «Зоряний шлях: Дискавері» (англ. Star Trek: Discovery) почався 24 вересня 2017 року.
Цей серіал вирізняється суттєвою відмінністю кожного сезону як у тематиці, так і місці дії. Події першого сезону розгортаються у всесвіті оригінального серіалу за десять років до експедиції «USS Ентерпрайз NCC-1701». Досі мало кому відомі клінгони остерігаються Федерації та об'єднуються, щоб відродити свою імперію та знищити Федерацію. Засуджена за бунт на кораблі Майкл Бернгам потрапляє під командування Габріеля Лорка, капітана нового судна «Дискавері». Його команді належить домогтися якнайшвидшої перемоги над клінгонами. Другий сезон зосереджений розслідуванні появи таємничих спалахів у галактиці та протистоянні штучному інтелекту організації «Секція 31». Дія третього сезону перенесена в XXXII століття, де екіпаж «Дискавері» намагається відродити зруйновану Федерацію. Цей сезон перегукується з серіалом «Андромеда» (2000—2005), заснованим на ідеях Джина Родденберрі, котрі спочатку планувалося використати в «Зоряному шлясі».
Пікар
У травні 2019 року було анонсовано вебсеріал «Зоряний шлях: Пікар» (англ. Star Trek: Picard), що розпочався 23 січня 2020 року. Серіал показує нові пригоди адмірала Жана-Люка Пікара після подій «Нового покоління». Він перебуває у відставці, куди пішов на знак протесту проти рішення Федерації не рятувати ромуланців від вибуху зорі. Проте з появою дівчини Даж, яка виявляється «дочкою» його загиблого друга, андроїда Дейти, Пікар знову вирушає в подорож аби знайти її сестру, на яку полюють ромуланці.
Зоряний шлях: Нижні палуби
Мультиплікаційний комедійний серіал, створений для CBS All Access, що стартував у 2020 році. Дія серіалу відбувається на зорельоті USS «Серітос» («одному з не дуже важливих кораблів Зоряного Флоту») в 2380 році, після подій фільму «Зоряний шлях: Відплата» і до серіалу «Зоряний шлях: Пікар».
Зоряний шлях: Вундеркінд
Анімаційний серіал, створений для потокового сервісу Paramount+ і кабельного телеканалу Nickelodeon, що розпочався наприкінці 2021 року. Це перший серіал у франшизі, орієнтований на конкретно молодшу авдиторію, а також перший, що цілком використовує тривимірну комп'ютерну анімацію. Розповідає про групу підлітків-утікачів з Дельта-квадранта галактики, що знаходять загублений зореліт Федерації «Протозоря» та беруться досліджувати на ньому галактику. Сюжетно пов'язаний з серіалом «Зоряний Шлях: Вояджер».
Зоряний шлях: Дивні нові світи
Відгалуження серіалу «Зоряний шлях: Дискавері» і приквел до «Зоряний шлях: Оригінальний серіал», яке розпочалося 5 травня 2022 року. Серіал розповідає про подорожі капітана Крістофера Пайка і екіпажу зорельота USS «Ентерпрайз» (NCC-1701) за десять років до подій, описаних у «Зоряному шляху: Оригінальний серіал».

## Фільми
Зоряний шлях: Фільм
Перший фільм, супутній до оригінального серіалу, вийшов на екрани 1979 року в США.
Через Клінгонський сектор до Землі наближається неопізнаний об'єкт величезних розмірів. «Ентерпрайз» виявляється єдиним кораблем, здатним вчасно дістатися до цього об'єкта, дослідити його і відвернути можливу загрозу.
Гнів Хана
Другий повнометражний фільм вийшов 1982 року.
Повертається ворог команди «Ентерпрайза» — створена в давнину надлюдина Хан, що володіє надзвичаною силою, витривалістю й інтелектом. Через 15 років після ув'язнення, Хан зумів вибратися і прагне помститися капітану Кірку, який свого часу покарав його. Щоб подолати такого ворога Кірку доводиться переглянути власні погляди на життя.
У пошуках Спока
У 1984 році вийшов третій фільм «У пошуках Спока».
Поразка Кхана і створення планети Генезис стали черговим тріумфом капітана Кірка. Однак втрата Спока, який загинув, рятуючи «Ентерпрайз», і божевілля МакКоя стали сильним ударом для капітана. Несподівано Сарек, батька Спока, прибуває з новиною — розум Спока перебуває в тілі МакКоя. Щоб допомогти обом друзям, Кірк порушує встановлений Федерацією карантин на планеті Генезис. Тим часом про існування Генезису дізнаються клінгони, і їхній корабель під управлінням командира Крюге прямує до планети.
Подорож додому
Четвертий фільм про пригоди Кірка і його команди вийшов на екрани 1986 року.
Після минулої пригоди Кірк повертається з Вулкана. Спока врятовано, та за порушення і супутні руйнування Кірк постане перед судом. В цей час до Землі наближається величезний космічний корабель невідомої конструкції, що транслює запити на мові китів, на XXIII століття вимерлих. Дивний корабель впливає на погоду Землі, спричиняючи грози й урагани. Висувається припущення: зупинити прибульця може тільки наявність китів. Для цього Кірк з командою мусять вирушити в минуле.
Останній кордон
У 1989 вийшов п'ятий фільм про пригоди Кірка і його друзів.
На планеті Німбус III, розташованої в нейтральній зоні, спалахує повстання під проводом уродженця планети Вулкан на ім'я Сайбок. Він володіє унікальною здатністю — викликає довіру в будь-кого, з ким спілкується. Сайбок оголошує себе месією і збирається вирушити на пошуки Бога. Прибулий на «Ентерпрайзі» Спок розкриває, що Сайбок — його брат. Всі вони мусять вирушити в центр галактики на таємничу планету Ша Ка Рі, де за переказами перебуває Великий Творець.
Невідкрита країна
Вийшов на екрани 1991 року.
Вибух супутника планети Кронос знищив у клінгонів практично всі засоби для існування, тому їхнє протистояння Федерації завершується. Кірк, вже майже у відставці, і його екіпаж, отримують секретне завдання провести мирні переговори з канцлером Клінгонської Імперії. Та несподівано на клінгонський корабель стається напад, канцлера вбито і вину покладають на «Ентерпрайз». Клінгонський суд призначає Кірку ув'язнення на віддаленому астероїді. Поки капітан самотужки намагається розкрити що за змова за цим стоїть, «Ентерпрайз» під командуванням Спока таємно летить на допомогу.
Покоління
Останній фільм про пригоди капітана Кірка вийшов 1994 року.
Отримавши сигнал лиха, капітан Кірк прибуває на місце і опиняється під ударом загадкової стрічки. Через 78 років капітан Жан-Люк Пікар пролітає повз те саме місце, щоб розслідувати напад на обсерваторію. Пікар розкриває прагнення доктора Сорана проникнути всередину тої ж стрічки, всередині якої збуваються всі бажання. Але для цього доктору потрібно змінити її маршрут, знищивши низку зоряних систем. В ході гонитви за лиходієм Пікар потрапляє в стрічку, де знаходить Кірка в полоні власних мрій. Капітан має переконати Кірка вирушити з ним і зупинити Сорона.
Перший контакт
Восьмий повнометражний фільм і другий з капітаном Пікаром вийшов 1996 року.
Раса борґів посилає свій корабель в напрямку Землі, щоб асимілювати її. Корабель вдається знищити, однак з нього вилітає сфера, що переноситься в 2063 рік аби змінити історію і не дати людству опанувати міжзоряні польоти. Вирушивши слідом, «Ентерпрайз» Пікара опиняється в минулому, зустрічаючи творців першого надсвітлового корабля. Поки борґи асимілюють екіпаж «Ентерпрайза», прибульці з майбутнього намагаються зупинитиїх та переконати вченого Кокрейна у важливості його винаходу.
Повстання
Випущений 1998 року.
Капітан Пікар постає перед дилемою: він стає свідком порушення Верховної директиви. Якщо він підкориться наказу командування, мирні мешканці планети Ба Ку будуть переселені, оскільки їхня батьківщина має унікальну природу, що сприяє омолодженню і принесе порятунок мільйонам жителів Федерації. Пікар стає на бік аборигенів Ба Ку і очолює повстання, щоб зберегти їхній дім та розкрити злочинну змову.
Відплата
Вийшов 2002 року.
Екіпаж корабля «Ентерпрайза» виявляє сигнал на одній з планет біля нейтральної зони. Саме там знаходиться B-4, прототип андроїда Дейти, створеного доктором Сунгом. Тим часом на Ромулусі сенат був скинутий в результаті державного перевороту Шинзоном і його послідовниками. По прибуттю туди капітан розуміє, що Шизон — його копія, а андроїд — шпигун. Шизон викрадає свого двійника і планує відплатити тим, хто свого часу створив його і прирік на жалюгідне існування — Федерації та Землі. Пікар в свою чергу, попри технологічну перевагу ворога, береться не допустити здійснення його помсти.
Зоряний шлях
Перший серіал альтернативної хронології, що вийшов 2009 року.
Ромуланець Нерон прибуває з майбутнього, де всій галактиці загрожує вибух наднової зірки. У прагненні помститися Федерації за її високомірність, через що його батьківщина загинула, Нерон атакує планету Вулкан. Кірк, ще молодий курсант, Спок та інші молоді космонавти вирушають розслідувати напад і стають свідками поглинання Вулкана чорною дірою. Їх знаходить Спок з майбутнього, котрий повідомляє, що історія змінена і Нерон володіє технологіями, щоб продовжити помсту — знищити Землю.
Стартрек: Відплата
Другий фільм альтернативної хронології, випущений 2013 року.
Налякана атакою Нерона, Федерація шукає зброю, яка б могла її захистити від майбутніх небезпек. Невідомий влаштовує теракт і Кірк підозрює, що наступною ціллю невідомого лиходія стануть учасники екстреної наради, що обезголовить Федерацію. Переслідуючи його, Кірк дізнається, що це Хан — знайдена і пробуджена надлюдина, що і є шуканою зброєю. Але Хан прагне врятувати собі подібних і Кірк береться завадити його планам і тим, хто готовий підбурювати галактику до війни.
Стартрек: За межами Всесвіту
Фільм 2016 року, який продовжує альтернативну хронологію.
В ході п'ятирічної експедиції «Ентерпрайз» зазнає нападу біля планети поза межами Федерації. Корабель знищено, а екіпаж опиняється на планеті, де жорстокий Кралл полює за стародавнім механізмом, який був на борту «Ентерпрайза». Кірку та його команді доводиться шукати спосіб вибратися з планети і визволяти захоплених у полон друзів. Знахідка зниклого зорельота дає шанс втекти і завадити планам Кралла помститися Федерації.

## Неканонічні фільми
Зоряний шлях: богів і людей
Неканонічний і неофіційний фільм режисера Тіма Расса, присвячений 40-й річниці виходу оригінального серіалу, випущений в 2007 році. Складається з трьох півгодинних сегментів.
За сюжетом, після того як капітан Кірк зник у Нексусі (події фільму «Зоряний шлях: Поклоління»), його команда розпалася. Минає 40 років і Чехов, Ухура та капітаном Гарріманом знову зустрічаються на борту «Ентерпрайза». Вони отримують сигнал лиха від зниклої багато років тому космічної станції, що виявляється пасткою Чарлі Еванса, який зустрічався в оригінальному серіалі. Той вирушає в минуле і вбиває Кірка, як наслідок Федерація Планет розвалюється і Еванс формує на її місці Орден, а сам робиться його правителем. Екіпаж «Ентерпрайза» опиняється в зміненій реальності, де жорстоко править Орден, і береться виправити хід історії.
Зоряний шлях: Відступники
Фільм, заснований на франшизі «Зоряний шлях», того ж Тіма Расса, випущений в 2015 році та викладений на YouTube для вільного перегляду. Планується до розвитку в серіал.
Події розгортаються через 10 років після повернення «Вояджера» з Дельта-квадранту. Федерація перебуває в кризі через зникнення джерел дилітіуму, необхідного для міжзоряних польотів  — простір і час згортається навколо родовищ, роблячи їх недоступними. Адмірах Чехов відряджає Тувока, колишнього офіцера «Вояджера», зібрати команду, яка будь-що знайде спосіб повернути джерела дилітію. Для цього доводиться звернутися до вигнанців і злочинців.

## Супутня продукція

### Настільні ігри
За «Зоряним шляхом» створену велику кількість настільних ігор, першою з яких стала Space Checkers (Космічні шашки) 1965 року. Вона відтворює вигадану гру Тривимірні шахи, що часто з'являлася в серіалах. В наступні роки різними компаніями впускалися засновані на фільмах, серіалах чи відокремлені, ігри на спеціальних дошках, такі як Star Trek Game (1967), Star Trek (1974), Star Trek (1975), Star Trek (1979), Star Trek: Starfleet Game (1979), Struggle for the Throne (1984), Star Trek: The Adventure Game (1985), Golden Trivia Game: Star Trek Edition (1985), Golden Trivia Cards: Star Trek Edition (1985), Star Trek: The Game (1992), Star Trek: The Final Frontier (1992), How to Host a Mystery — Star Trek: The Next Generation (1992).
Виходили також настільні Star Trek Battle Manua (1972), Star Fleet Battles (1979). З 2000-х основними настільними іграми за «Зоряним шляхом» були All About Trivia: Star Trek (2009), Scene It? Star Trek (2009), Star Trek: Expeditions (2011), Star Trek: Fleet Captains (2011), Star Trek Catan (2012), Star Trek: Attack Wing (2013). Крім того випускалися варгейми, так як Star Fleet Battles (1979), Star Trek: Attack Wing (2013) і низка менш відомих різноманітних жанрів.
Настільні рольові ігри включають Star Trek: Adventure Gaming in the Final Frontier (1978), Starfleet Voyages (1982), Star Trek: The Role Playing Game (1982), Enterprise: Role Play Game in Star Trek (1983), Prime Directive (1993), Star Trek: The Next Generation Role-playing Game (1998), Star Trek Roleplaying Game (2002). У липні 2016 року було анонсовано першу за багато років офіційну рольова гру за всесвітом «Зоряного шляху». Вона отримала назву Star Trek Adventures. У ній гравці керуватимуть Зоряним флотом за подіями серіалів і фільмів оригінальної хронології. В основі механіки лежатиме система 2d20. Повна книга правил очікується влітку 2017 року.

### Відеоігри
Перша відеогра за «Зоряним шляхом» вийшла 1971 року, нею стала текстова пригода Star Trek, видана для численних тодішніх комп'ютерів. Вона отримала численні наслідування за серіалами і фільмами, з яких найвідоміші 25th Anniversary (1992), The Next Generation — A Final Unity (1995), Deep Space Nine — Harbinger (1996), Hidden Evil (1999). З'явилися симулятори командування космічним кораблем Starfleet Academy (1997), Klingon Academy (2000) і Bridge Commander (2002). Видавалися також шутери Voyager — Elite Force (2000) і Elite Force 2 (2003). У 1999 вийшли стратегії в реальному часі Starfleet Command і The Next Generation — Birth of the Federation, до яких в 2000 додалася Armada та Away Team, а в 2001 Armada II. Крім того за «Зоряним шляхом» вийшли два інтерактивних фільми: Klingon (1995) і Borg (1996). У 2009 році список відеоігор поповнився MMORPG Star Trek Online. Проте всі ці ігри орієнтовані передусім на фанатів «Зоряного шляху» і не мали значної популярності поза фендомом. У 2010-і було випещено низку відеоігор для мобільних пристроїв, таких як: Star Trek: Rivals (2013), Star Trek Trexels (2014), Star Trek Timelines (2016), Star Trek Fleet Command (2018). Для пристроїв віртуальної реальності існує Star Trek: Bridge Crew (2017).

## У масовій культурі

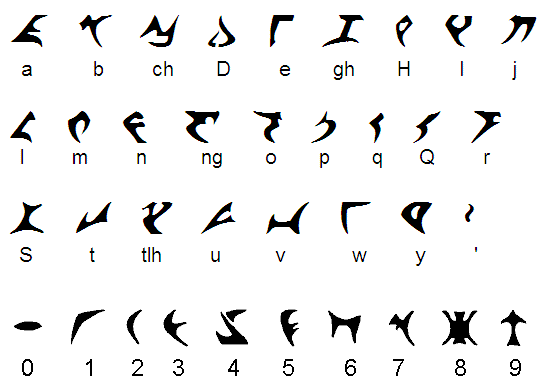
Клінгонський алфавіт

«Зоряний шлях» за час свого існування вплинув не тільки на фантастику і телебачення, але і на науку, техніку і масову культуру. Джин Родденберрі завдяки цьому розглядається як представник Золотого віку наукової фантастики, який зобразив світле майбутнє, засноване на ідеалах гуманізму та досягнень науки. Своїм серіалом 1966-го Родденберрі спонукав молодь до зацікавлення наукою. Через кілька десятиліть чимало шанувальників «Зоряного шляху» стали технічними фахівцями, програмістами, винахідниками, дослідниками космосу. Численні фанати «Зоряного шляху» працюють у таких компаніях, як Apple і Microsoft. У NASA, за опитуваннями, 70 % співробітників — колишні або нинішні «треккери». Серед відомих шанувальників «Зоряного шляху»: провідний інженер Лабораторії реактивного руху NASA Марк Реймі, Сет Шостак, старший астроном проєкту SETI, Мартін Купер, творець першого мобільного телефону. Інтерес до «Зоряного шляху» проявляє Стівен Гокінг, що разом з астрофізиком Лоуренсом Крауссом написав книгу «Фізика „Зоряного шляху“». Роб Гайтані, програмний архітектор операційної системи для мобільних пристроїв Palm, розробляючи користувальницький інтерфейс системи, взяв за основу інтерфейс комп'ютерів на містку «Ентерпрайза». Розробник QuickTime Стів Перлман зайнявся музичними програмами, побачивши в серіалі «Зоряний шлях: Нове покоління», як андроїд Дейта оперує віртуальною фонотекою. Оригінальний серіал передбачив і зобразив такі винаходи як плоскі монітори персональних комп'ютерів, мобільні телефони, планшетні комп'ютери, відеозв'язок, навігацію за GPS, графічний інтерфейс.
Критики відзначають, що «Зоряний шлях» зобразив світ Федерації Планет подібним на комуністичні утопії радянських фантастів — світом без расових і гендерних упереджень, без ворожнечі через національність та релігії, в якому немає голоду, війн і ненависті, не існує грошей і всі добровільно трудяться для спільного блага. Інтернаціональний склад акторів оригінального серіалу значно посприяв боротьбі з упередженнями щодо темношкірих і японців. Також Родденберрі ввів у розпал Холодної війни до екіпажу «Ентерпрайза» позитивного персонажа-росіянина, тоді як в масовій культурі того часу їх здебільшого зображали як лиходіїв. Певною мірою серіал вплинув на моду 1960-х, показавши жіночий одяг майбутнього в офіційних установах як короткі сукні.
Клінгонська мова, створена спеціально для серіалів, отримала власну граматику, синтаксис і словник, а також Інститут клінгонської мови, що публікує нею переклади відомих творів, таких як «Гамлет». Пошукова система Google має сторінку пошуку клінгонською мовою.

### В Україні
В Україні «Зоряний шлях» став масово відомий з показом серіалів, зокрема «Наступного покоління» в 2001, озвученим студією «1+1». Надалі на телеканалах показувалися й інші серіали: «Вояджер» (2006 на ТЕТ, 2010 на Куй ТБ), «Ентерпрайз» (2010 на Куй ТБ). Студією «Так Треба Продакшн» на замовлення каналу ІНТЕР озвучувалися повнометражні фільми, починаючи з «Покоління». Оригінальний серіал і анімаційний ніколи не були офіційно продубльовані і мають лише фанатські переклади.